# Доктор Кто: Фан-шоу
«Доктор Кто: Фан-шоу» (англ. Doctor Who: The Fan Show) — афтер-шоу, выходящее по субботам, сразу после премьеры нового эпизода британского научно-фантастического телесериала «Доктор Кто». Все выпуски доступны на официальном канале сериала на YouTube.

## Производство
«Доктор Кто: Фан-шоу» является последователем «Доктор Кто: Дополнительно» — документальной программы о производстве телесериала. О создании шоу было объявлено в апреле 2017 года. Ведущими стали поклонники «Доктора Кто», имеющие собственный канал на YouTube с аналогичным названием, на котором они публикуют еженедельные видео по тематике сериала.

## Показ
Выпуски «Доктор Кто: Фан-шоу» выходят на официальном канале «Доктора Кто» на YouTube сразу после показа новых эпизодов на телеканале BBC One. Премьера первой серии состоялась 15 апреля 2017 года. Гостями программы являются актёры, сценаристы, редакторы сценариев и другие причастные к производству «Доктора Кто», которые обсуждают вышедшие эпизоды с ведущими. Помимо этого также показываются закадровые видео со съёмок.

## Список эпизодов
| №  | Дата выпуска   | Гости                                          | Эпизод «Доктора Кто»     |
| -- | -------------- | ---------------------------------------------- | ------------------------ |
| 1  | 15 апреля 2017 | Пёрл Маки Стивен Моффат                        | «Пилот»                  |
| 2  | 22 апреля 2017 | Питер Капальди Брайан Минчин                   | «Улыбнись»               |
| 3  | 29 апреля 2017 | Сара Доллард Хейли Небауэр                     | «Тонкий лёд»             |
| 4  | 6 мая 2017     | Дэвид Суше Майк Бартлетт                       | «Тук-тук»                |
| 5  | 13 мая 2017    | Джейми Мэтисон Мими Дивени Киран Бью           | «Кислород»               |
| 6  | 20 мая 2017    | Мишель Гомес Ник Лэмбон                        | «Экстремис»              |
| 7  | 27 мая 2017    | Рэйчел Деннинг Джейми Хилл                     | «Пирамида на краю света» |
| 8  | 3 июня 2017    | Гэри Поллард                                   | «Положение»              |
| 9  | 10 июня 2017   | Мэтт Лукас Марк Гейтисс                        | «Императрица Марса»      |
| 10 | 17 июня 2017   | Ребекка Бенсон                                 | «Пожиратели света»       |
| 11 | 24 июня 2017   | Брайан Минчин                                  | «Будь вечны наши жизни»  |
| 12 | 1 июля 2017    | Стивен Моффат Рэйчел Талалэй Александра Тайнен | «Падение Доктора»        |